# André Alves
André Alves dos Santos (Dourados, 15 ottobre 1983) è un ex calciatore brasiliano, di ruolo attaccante.

## Palmarès

### Club
- Campionato ungherese: 1

Videoton: 2010-2011
- Coppa di Cipro: 1

Omonia: 2011-2012

### Individuale
- Miglior giocatore del campionato ungherese: 1

2010-2011
- Capocannoniere del campionato ungherese: 1

2010-2011 (24 gol)
- Capocannoniere del Campionato cipriota: 1

2015-2016 (19 reti)